# Communauté de communes du Perche et Haut Vendômois
Die Communauté de communes du Perche et Haut Vendômois ist ein französischer Gemeindeverband mit der Rechtsform einer Communauté de communes im Département Loir-et-Cher in der Region Centre-Val de Loire. Sie wurde am 1. Januar 2014 gegründet und umfasst 23 Gemeinden. Der Verwaltungssitz befindet sich im Ort Fréteval.

## Geschichtliche Entwicklung
Der Gemeindeverband ist aus der Zusammenlegung der Vorgängerorganisationen Communauté de communes du Perche Vendômois und Communauté de communes du Haut Vendômois im Jahre 2014 hervorgegangen.

## Mitgliedsgemeinden
| Gemeinde                                           | Einwohner 1. Januar 2022 | Fläche km² | Dichte Einw./km² | Code INSEE | Postleitzahl |
| -------------------------------------------------- | ------------------------ | ---------- | ---------------- | ---------- | ------------ |
| Bouffry                                            | 136                      | 17,73      | 8                | 41022      | 41270        |
| Brévainville                                       | 161                      | 16,16      | 10               | 41026      | 41160        |
| Busloup                                            | 496                      | 18,94      | 26               | 41028      | 41160        |
| Chauvigny-du-Perche                                | 230                      | 23,43      | 10               | 41048      | 41270        |
| Droué                                              | 1.027                    | 24,04      | 43               | 41075      | 41270        |
| Fontaine-Raoul                                     | 235                      | 21,90      | 11               | 41088      | 41270        |
| Fréteval                                           | 1.065                    | 20,49      | 52               | 41095      | 41160        |
| La Chapelle-Enchérie                               | 211                      | 10,76      | 20               | 41037      | 41290        |
| La Chapelle-Vicomtesse                             | 160                      | 15,03      | 11               | 41041      | 41270        |
| La Fontenelle                                      | 207                      | 20,10      | 10               | 41089      | 41270        |
| Le Poislay                                         | 198                      | 15,89      | 12               | 41179      | 41270        |
| Lignières                                          | 409                      | 15,77      | 26               | 41115      | 41160        |
| Lisle                                              | 186                      | 6,61       | 28               | 41116      | 41100        |
| Moisy                                              | 341                      | 17,33      | 20               | 41141      | 41160        |
| Morée                                              | 1.079                    | 25,83      | 42               | 41154      | 41160        |
| Ouzouer-le-Doyen                                   | 228                      | 16,59      | 14               | 41172      | 41160        |
| Pezou                                              | 1.093                    | 13,97      | 78               | 41175      | 41100        |
| Renay                                              | 176                      | 12,05      | 15               | 41187      | 41100        |
| Romilly                                            | 155                      | 14,90      | 10               | 41193      | 41270        |
| Ruan-sur-Egvonne                                   | 80                       | 11,35      | 7                | 41196      | 41270        |
| Saint-Hilaire-la-Gravelle                          | 656                      | 17,57      | 37               | 41214      | 41160        |
| Saint-Jean-Froidmentel                             | 507                      | 17,20      | 29               | 41216      | 41160        |
| Villebout                                          | 119                      | 11,21      | 11               | 41277      | 41270        |
| Communauté de communes du Perche et Haut Vendômois | 9.155                    | 384,85     | 24               | –          | –            |

## Quelle
1. ↑  www.collectivites-locales.gouv.fr
2. ↑  CC du Perche et Haut Vendômois (SIREN: 200 040 772) in der Base nationale sur l’intercommunalité (BANATIC) des französischen Innenministeriums (französisch)